# Banco Santa Cruz
El Banco Santa Cruz es la entidad financiera más importante de la Provincia de Santa Cruz. Es un banco comercial principalmente al mercado financiero minorista, además es el principal agente financiero del Estado de la provincia de Santa Cruz.
Tiene la casa central ubicada en la Avenida Presidente Néstor Kirchner 816, Ciudad de Río Gallegos. También cuenta con varios centros de pagos y diversas sucursales en el interior de la provincia, así como sucursales en la Ciudad Autónoma de Buenos Aires y Chubut.

## Historia
En cumplimiento de los términos del artículo 51° de la Constitución Provincial , mediante Decreto Ley n° 1.629 se crea el Banco de la Provincia de Santa Cruz. El 1° de agosto de 1958, comienza a operar el Banco de la Provincia de Santa Cruz con la apertura de Casa Central en Río Gallegos.
A partir de 1959 se instalan las sucursales de Comandante Luis Piedrabuena, Puerto San Julián, Caleta Olivia, Perito Moreno, Pico Truncado, Gobernador Gregores y Puerto Deseado.
En 1966, ya durante la gobernación de Ricardo Raúl Antonio Borcelli, se habilitó una sucursal de primera categoría especial del Banco de la Provincia en la calle Suipacha de la Ciudad de Buenos Aires.
En 1974 cumpliendo con los objetivos planteados desde el inicio, el Banco recibe en ese año el 77,8% del total de los depósitos realizados en la Provincia y otorga el 76,6% de los créditos concedidos en el mismo territorio.
En 1995 dio comienzo el proceso de privatización cuando se facultó al Poder Ejecutivo Provincial a transformar al Banco de la Provincia de Santa Cruz en Sociedad Anónima y a la venta parcial del paquete accionario que el Gobierno de la Provincia de Santa Cruz poseía como accionista del mismo.
El 23 de octubre de 1998, se concretó la transferencia del paquete accionario y el 26 del mismo mes el accionista privado tomó la conducción efectiva de la Entidad. A partir de ese momento, nuestra entidad adoptó la denominación de Banco Santa Cruz S.A.
En 2001, se inauguró otra sucursal en Comodoro Rivadavia, Chubut.
En 2006 por iniciativa del presidente del Banco Santa Cruz, Ingeniero Enrique Eskenazi, se creó la Fundación Banco Santa Cruz teniendo como “Misión” promover acciones en pos de la excelencia en la educación y la cultura de la Provincia de Santa Cruz y fomentar el cuidado del medio ambiente.

## Situación actual
El Banco Santa Cruz avanzó en un gradual, pero muy sostenido proceso de expansión regional que lo lleva a contar actualmente con 16 sucursales en 3 provincias del país como Santa Cruz, Chubut y la Ciudad Autónoma de Buenos Aires.

## Autoridades
- Presidente: Enrique Eskenazi
- Vicepresidente: Hilda Callegaro
- Secretario: Diego Alberto Pagliari
- Tesorero: Pedro Rodríguez